# Glacera Upsala

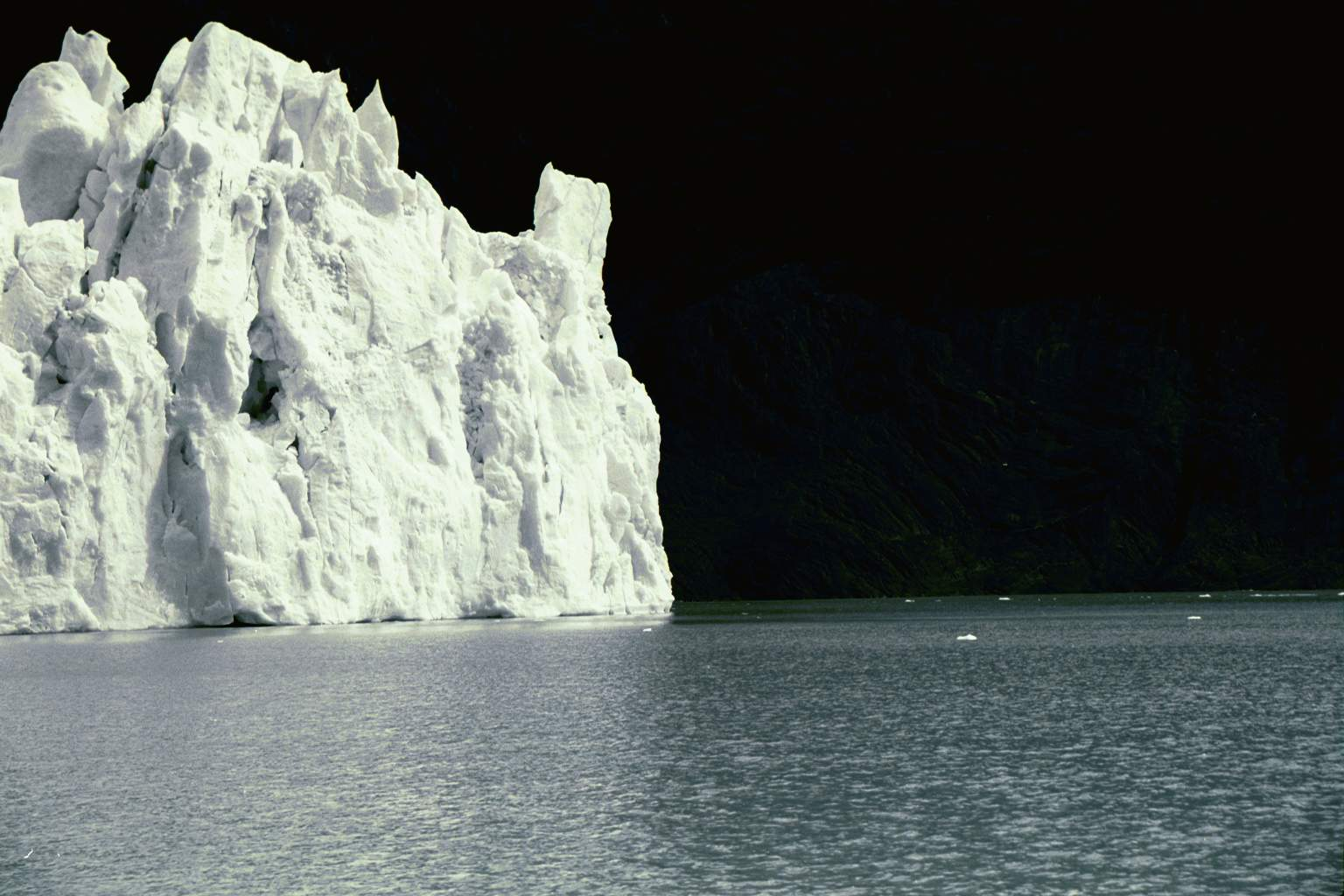
Despreniment de gel de la glacera Upsala

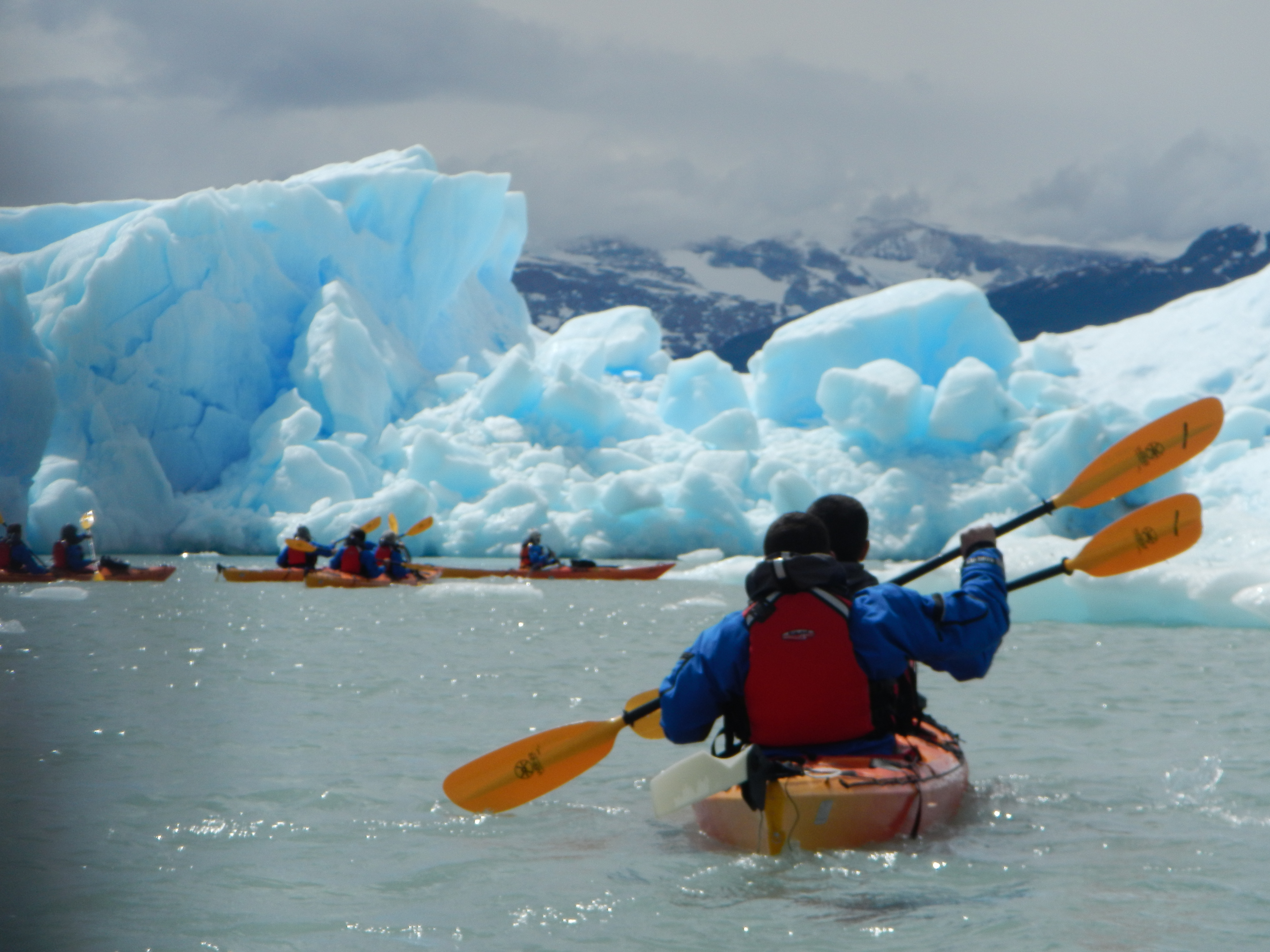
Caiac en la glacera Upsala

La glacera Upsala és una gran glacera que cobreix una vall composta, alimentada per diverses glaceres, al Parc Nacional Los Glaciares de l'Argentina. Va ser batejada el 1908 per Klaus August Jacobson, que va acompanyar Francisco Pascasio Moreno (també conegut com perito Moreno). El nom de la glacera va ser donat en honor de la universitat sueca d'Upsala, que va realitzar el primer estudi de la regió.
Segons els mesuraments realitzats al maig de 2011, els seus camps de gel cobreixen una extensió d'aproximadament 870 km² i una longitud de 50 km (és la tercera més llarga de Sud-amèrica, després del Pío XI i Viedma) i una amplada de 10 km, i les seves parets aconsegueixen l'alçada de 40 metres de mitjana.
Flueix des del camp de gel patagó sud, el qual també dona origen a la glacera Perito Moreno que es troba a la mateixa àrea, fins al llac Argentino.
La glacera Upsala es troba en reculada, la qual cosa podria ser una evidència de cicles climàtics i geològics explicats per la teoria de Milanković o d'escalfament global. La seva retirada ha estat constant des que la glacera es va documentar per primera vegada el 1810.
Existeixen dues concessionàries del Parc Nacional de los Glaciares, per visitar amb vaixell la glacera Upsala amb sortida des de punta Bandera. Des de 2011 és possible recórrer en caiac, envoltat d'icebergs blavosos, el Braç Upsala, en una experiència única en tot el con sud.